# Forn de calç de Sant Jaume de Llierca
El forn de calç de Sant Jaume de Llierca és un forn de calç de Sant Jaume de Llierca (Garrotxa) inclòs a l'Inventari del Patrimoni Arquitectònic de Catalunya.

## Descripció
Es troba al costat de la pista que de Sant Jaume de Llierca mena a Santa Magdalena de Montpalau. Es tracta de les restes d'un antic forn de calç en molt mal estat de conservació. És de planta circular i va ser bastit amb grans pedres poc escairades. A nivell de terra hi ha algunes finestretes o obertures en forma d'espitlleres.

## Història
Actualment s'utilitza d'abocador incontrolat. Segons la gent del poble, a principis del segle XX ja havia entrat en desús.